# مؤيد الدين أبو القاسم بن حسن بن عجلان الحسني
مؤيد الدين أبو القاسم بن حسن بن عجلان الحسني كان شريفًا (أميرًا) لمكة مرتين بين عامي 1443 و1447.
وُلِّيَ خلفًا لأخيه علي في شوال سنة 846 هـ (شباط 1443 م). وظل في الحكم حتى ربيع الأول من سنة 849 هـ (حزيران/تموز 1445 م) حين عزله أخوه بركات. وفي ذي الحجة (آذار 1446 م) غادر بركات مكة لتجنب الوقوع في قبضة الأمراء المصريين، وعاد أبو القاسم إلى الإمارة. وفي 17 ربيع الأول 851 هـ (2 تموز 1447 م)، تلقى أبو القاسم خبرًا يفيد بأن السلطان أعاد الإمارة إلى بركات. فخرج من مكة على الفور وذهب إلى وادي العبر. ثم سافر إلى مصر، حيث توفي فيها سنة 853 هـ (1449/1450 م).